# San Francisco 49ers 1994
La stagione 1994 dei San Francisco 49ers è stata la 45ª della franchigia nella National Football League, coronata dalla quinta vittoria del Super Bowl, la prima squadra a raggiungere tale cifra. Dopo avere perso contro i Dallas Cowboys nelle ultime due finali di conference, i 49ers operarono delle operazioni significative nel mercato dei free agent del 1994. Tra queste la stella Deion Sanders e il linebacker dei Cowboys Ken Norton Jr.. Sanders in particolare ebbe un notevole impatto sui successi della squadra, venendo premiato come difensore dell'anno dopo avere fatto registrare sei intercetti.
Il quarterback Steve Young disputò la sua miglior stagione e per la seconda volta fu premiato come MVP della NFL, terminando con quello che fu, all'epoca, il miglior passer rating di tutti i tempi in una singola annata, 112,8. Cold Hard Football Facts afferma che la stagione 1994 di Young è la seconda migliore di sempre sui passaggi.
Per la terza stagione consecutiva, i Niners incontrarono i Cowboys nella finale della NFC, in quella che negli ultimi dieci anni era considerata nettamente la migliore tra le due conference. Per tale motivo, lo scontro tra quelle due corazzate fu soprannominato da molti "il vero Super Bowl", divenendo una delle gare più viste della storia della NFL, esclusi i Super Bowl.
I 49ers batterono i San Diego Chargers nel Super Bowl XXIX. Young fu nominato MVP dopo avere fatto registrare un record dell'evento di sei passaggi da touchdown, superando il precedente primato di cinque di Joe Montana.

## Partite

### Stagione regolare

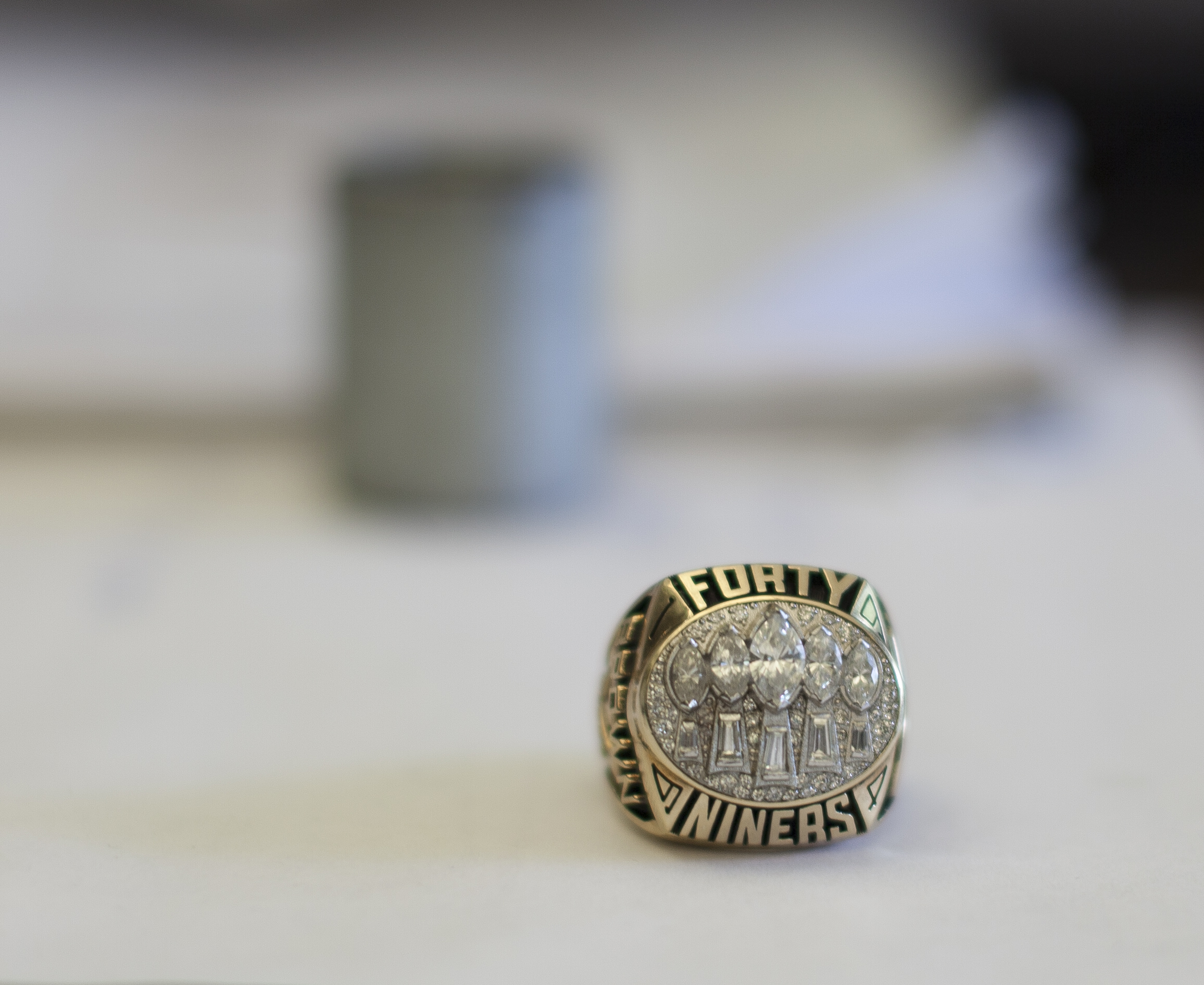
L'anello per la vittoria del Super Bowl XXIX.

| Turno | Data              | Avversario             | Risultato | Stadio                       | Record | Pubblico |
| ----- | ----------------- | ---------------------- | --------- | ---------------------------- | ------ | -------- |
| 1     | 05/09/1994 (Lun.) | Los Angeles Raiders    | V 44–14   | Candlestick Park             | 1–0    | 68,032   |
| 2     | 11/09/1994        | at Kansas City Chiefs  | S 17–24   | Arrowhead Stadium            | 1–1    | 79,907   |
| 3     | 18/09/1994        | at Los Angeles Rams    | V 34–19   | Anaheim Stadium              | 2–1    | 56,479   |
| 4     | 25/09/1994        | New Orleans Saints     | V 24–13   | Candlestick Park             | 3–1    | 63,971   |
| 5     | 02/10/1994        | Philadelphia Eagles    | S 8–40    | Candlestick Park             | 3–2    | 64,843   |
| 6     | 09/10/1994        | at Detroit Lions       | V 24-21   | Pontiac Silverdome           | 4–2    | 77,340   |
| 7     | 16/10/1994        | at Atlanta Falcons     | V 42–3    | Georgia Dome                 | 5–2    | 67,298   |
| 8     | 23/10/1994        | Tampa Bay Buccaneers   | V 41–16   | Candlestick Park             | 6–2    | 62,741   |
| 9     |                   | Settimana di pausa     |           |                              |        |          |
| 10    | 06/11/1994        | at Washington Redskins | V 37–22   | RFK Stadium                  | 7–2    | 54,335   |
| 11    | 13/11/1994        | Dallas Cowboys         | V 21–14   | Candlestick Park             | 8–2    | 69,014   |
| 12    | 20/11/1994        | Los Angeles Rams       | V 31–27   | Candlestick Park             | 9–2    | 62,744   |
| 13    | 28/11/1994 (Lun.) | at New Orleans Saints  | V 35–14   | Louisiana Superdome          | 10–2   | 61,304   |
| 14    | 04/12/1994        | Atlanta Falcons        | V 50–14   | Candlestick Park             | 11–2   | 60,549   |
| 15    | 11/12/1994        | at San Diego Chargers  | V 38–15   | Jack Murphy Stadium          | 12–2   | 62,105   |
| 16    | 17/12/1994 (Sab.) | Denver Broncos         | V 42–19   | Candlestick Park             | 13–2   | 64,884   |
| 17    | 26/12/1994 (Lun.) | at Minnesota Vikings   | S 14–21   | Hubert H. Humphrey Metrodome | 13–3   | 63,326   |

### Playoff
| Turno            | Data       | Avversario             | Risultato |
| ---------------- | ---------- | ---------------------- | --------- |
| Divisional       | 07/01/1995 | vs. Chicago Bears      | V 44-15   |
| NFC Championship | 15/01/1995 | vs. Dallas Cowboys     | V 38-28   |
| Super Bowl XXIX  | 29/01/1995 | vs. San Diego Chargers | V 49-26   |

## Premi
- Steve Young:

MVP della NFL
MVP del Super Bowl
- Deion Sanders:

miglior difensore dell'anno della NFL